# (8422) Mohorovičić
8422 Mohorovicic (1996 XJ26) – planetoida z pasa głównego asteroid okrążająca Słońce w ciągu 5,1 lat w średniej odległości 2,96 au. Odkryta 5 grudnia 1996 roku.
Została nazwana na cześć Andrija Mohorovičića – chorwackiego geofizyka, meteorologa, sejsmologa i odkrywcy nieciągłości Mohorovičicia.